# Antiparos
Antiparos (grekiska Αντιπαρος) är en ö i den grekiska ögruppen Kykladerna. Den är drygt 45 km² stor, och hade 2001 ca 1 000 invånare. Ön ligger väster om Paros, skild från denna av ett smalt sund, och har en del mycket långgrunda stränder. På sydvästra kusten finns en god hamn.

## Historia
Förhistoriska fynd har gjorts på Antiparos, och har dokumenterats sedan 1885. Tidiga fynd innefattar bearbetad obsidian, marmorplattor och grova marmorfigurer. C. Michael Hogan noterar att man på Antiparos har hittat kärl med smal hals som påminner om fynd från Knossos från minoisk tid.
Under antiken kallades ön Oliaros och lär ha koloniserats av fenicier från Sidon.
Under senare tid ägdes ön av Republiken Venedig, men 1714 måste de avträda den åt Osmanska riket.

## Stalaktitgrottan
Antiparos är berömt för sin stora stalaktitgrotta. Cirka 280 meter nedanför ingången finns en sal, 95 meter bred, 30 meter lång och 25 meter bred, vars valv bildar en oregelbunden dom, varifrån långa stalaktiter hänger, i form av upp- och nedvända käglor. Grottans botten är täckt av stalagmiter. I grottan lät den franske ambassadören i Konstantinopel, Olivier de Nointel, läsa mässor under julhögtiden 1673. Han uppehöll sig tre dagar i hålan, med ett sällskap av omkring femhundra personer. Etthundra vaxljus och fyrahundra lampor brann dag och natt, och grottan var att förlikna med en illuminerad kyrka. Den till minne av denna händelse i grottan uppsatta latinska inskription finns inte mera till.
Grottan nämns inte av antikens författare, men utanför grottan fanns ännu på 1800-talet ett hus vari förvarades en vit marmorskiva med följande, nästan oläsliga inskrift: "då Kriton var öns styresman, ankom hit Menander, Socharmos, Menekrates, Antipatros, Hippomedon, Aristeas, Phileas, Gorgos, Diogenes, Philokrates, Onesimos". En tradition vill veta, att dessa var namnen på de sammansvurna som traktat efter Alexander den stores liv, och att de sökt en fristad på Antiparos sedan deras anslag misslyckats.